# Herlev (općina)
Herlev je općina u danskoj regiji Hovedstaden.

## Zemljopis
Općina se nalazi u istočnom dijelu otoka Zelanda, te je prigradska općina glavnog grada Danske Kopenhagen, prositire se na 12,04 km2.

## Stanovništvo
Prema podacima o broju stanovnika iz 2010. godine općina je imala 	26.635 stanovnika, dok je prosječna gustoća naseljenosti 2.212,21 stan/km2. Središte općine je grad Herlev.

## Vanjske poveznice
- Službena stranica općine